# Strade Bianche 2025
La Strade Bianche 2025 fou la 19a edició de la Strade Bianche. La cursa es disputà el 8 de març de 2025, comptà amb un recorregut de 213 quilòmetres i tingué inici i final a la ciutat italiana de Siena. Fou el 5è esdeveniment de l'UCI World Tour 2025.
El vencedor fou l'eslovè Tadej Pogačar (UAE Team Emirates XRG), que guanyà en solitari després d'un atac a uns 19 quilòmetres de l'arribada. Amb aquesta victòria, Pogačar igualà a Fabian Cancellara com a ciclista amb més victòries en aquesta cursa. Tom Pidcock (Q36.5 Pro Cycling Team) quedà segon i Tim Wellens (UAE Team Emirates XRG) completà el podi.

## Recorregut
La cursa començà a Siena i tingué final a la tradicional Piazza del Campo, també a la ciutat de Siena. Dels 213 quilòmetres del recorregut, 81,7 d'ells es varen recórrer sobre camins de terra, dividits en 16 sectors. En comparació amb l'edició anterior, en aquesta es feren 10 quilòmetres més en camins de terra.
| Nº sector | Nom                 | Inici (Km des de la sortida) | Llargada | Dificultat                                                                    | Km de pujada | Pendent màxim |
| --------- | ------------------- | ---------------------------- | -------- | ----------------------------------------------------------------------------- | ------------ | ------------- |
| 1         | Vidritta            | 14,2                         | 4,4      | 1/5 estrelles · 1/5 estrelles · 1/5 estrelles · 1/5 estrelles · 1/5 estrelles | –            | –             |
| 2         | Bagnaia             | 19,2                         | 4,8      | 3/5 estrelles · 3/5 estrelles · 3/5 estrelles · 3/5 estrelles · 3/5 estrelles | 3,2          | 15%           |
| 3         | Radi                | 30,1                         | 4,4      | 2/5 estrelles · 2/5 estrelles · 2/5 estrelles · 2/5 estrelles · 2/5 estrelles | 1,5          | 12%           |
| 4         | La Piana            | 40,7                         | 6,4      | 2/5 estrelles · 2/5 estrelles · 2/5 estrelles · 2/5 estrelles · 2/5 estrelles | –            | –             |
| 5         | Lucignano d'Asso    | 73,4                         | 11,9     | 3/5 estrelles · 3/5 estrelles · 3/5 estrelles · 3/5 estrelles · 3/5 estrelles | –            | –             |
| 6         | Pieve a Salti       | 86,3                         | 8,0      | 4/5 estrelles · 4/5 estrelles · 4/5 estrelles · 4/5 estrelles · 4/5 estrelles | 2,0          | 11%           |
| 7         | Serravalle          | 99,9                         | 9,3      | 3/5 estrelles · 3/5 estrelles · 3/5 estrelles · 3/5 estrelles · 3/5 estrelles | 2,2          | 11%           |
| 8         | Grania              | 110,7                        | 9,4      | 5/5 estrelles · 5/5 estrelles · 5/5 estrelles · 5/5 estrelles · 5/5 estrelles | 5,6          | 12%           |
| 9         | Monte Sante Marie   | 129,1                        | 11,5     | 5/5 estrelles · 5/5 estrelles · 5/5 estrelles · 5/5 estrelles · 5/5 estrelles | 4,5          | 18%           |
| 10        | Montaperti          | 159,3                        | 0,6      | 2/5 estrelles · 2/5 estrelles · 2/5 estrelles · 2/5 estrelles · 2/5 estrelles | 0,6          | 13%           |
| 11        | Colle Pinzuto       | 163,8                        | 2,4      | 4/5 estrelles · 4/5 estrelles · 4/5 estrelles · 4/5 estrelles · 4/5 estrelles | 2,5          | 15%           |
| 12        | Le Tolfe            | 170,0                        | 1,1      | 4/5 estrelles · 4/5 estrelles · 4/5 estrelles · 4/5 estrelles · 4/5 estrelles | 0,5          | 18%           |
| 13        | Strada del Castagno | 173,4                        | 0,7      | 3/5 estrelles · 3/5 estrelles · 3/5 estrelles · 3/5 estrelles · 3/5 estrelles | –            | –             |
| 14        | Montechiaro         | 187,2                        | 3,3      | 2/5 estrelles · 2/5 estrelles · 2/5 estrelles · 2/5 estrelles · 2/5 estrelles | –            | –             |
| 15        | Colle Pinzuto       | 193,9                        | 2,4      | 4/5 estrelles · 4/5 estrelles · 4/5 estrelles · 4/5 estrelles · 4/5 estrelles | 2,5          | 15%           |
| 16        | Le Tolfe            | 197,7                        | 1,1      | 4/5 estrelles · 4/5 estrelles · 4/5 estrelles · 4/5 estrelles · 4/5 estrelles | 0,5          | 18%           |

## Equips
25 equips participaren a la cursa: els 18 equips de l'UCI WorldTour i 7 UCI ProTeams.
| WorldTeams (18)- EF Education-EasyPost - Alpecin-Deceuninck - Arkéa-B&B Hotels - XDS Astana Team - Bahrain-Victorious - Cofidis - Decathlon AG2R La Mondiale Team - Groupama-FDJ - Ineos Grenadiers - Intermarché-Wanty - Lidl-Trek - Movistar Team - Red Bull-BORA-hansgrohe - Soudal Quick-Step - Team Picnic-PostNL - Team Jayco AlUla - Team Visma \| Lease a Bike - UAE Team Emirates XRG ProTeams (7)- Israel-Premier Tech - Uno-X Mobility - Lotto - Q36.5 Pro Cycling Team - Solution Tech-Vini Fantini - Team Polti VisitMalta - Tudor Pro Cycling Team |
| |

## Classificació final
| \| Classificació general \| Classificació general \| Classificació general \| Classificació general \| Classificació general \| \| Corredor \| Corredor \| Equip \| Temps \| \| \| --------------------- \| ----------------------------- \| ----------------------- \| --------------------- \| --------------------- \| \| 1r \| Tadej Pogačar \| UAE Team Emirates XRG \| 5h 13' 58" \| \| \| 2n \| Thomas Pidcock \| Q36.5 Pro Cycling Team \| + 1' 24" \| \| \| 3r \| Tim Wellens \| UAE Team Emirates XRG \| + 2' 12" \| \| \| 4t \| Ben Healy \| EF Education-EasyPost \| + 3' 23" \| \| \| 5è \| Peio Bilbao López de Armentia \| Bahrain Victorious \| + 4' 20" \| \| \| 6è \| Magnus Cort Nielsen \| Uno-X Mobility \| + 4' 26" \| \| \| 7è \| Gianni Vermeersch \| Alpecin-Deceuninck \| + 4' 29" \| \| \| 8è \| Michael Valgren Andersen \| EF Education-EasyPost \| + 4' 37" \| \| \| 9è \| Lennert Van Eetvelt \| Lotto \| + 4' 47" \| \| \| 10è \| Roger Adrià Oliveras \| Red Bull-Bora-Hansgrohe \| + 5' 06" \| \| |                               |                         |            |
| |                               |                         |            |
| |                               |                         |            |
| Classificació general |                               |                         |            |
| Corredor | Corredor                      | Equip                   | Temps      |
| 1r | Tadej Pogačar                 | UAE Team Emirates XRG   | 5h 13' 58" |
| 2n | Thomas Pidcock                | Q36.5 Pro Cycling Team  | + 1' 24"   |
| 3r | Tim Wellens                   | UAE Team Emirates XRG   | + 2' 12"   |
| 4t | Ben Healy                     | EF Education-EasyPost   | + 3' 23"   |
| 5è | Peio Bilbao López de Armentia | Bahrain Victorious      | + 4' 20"   |
| 6è | Magnus Cort Nielsen           | Uno-X Mobility          | + 4' 26"   |
| 7è | Gianni Vermeersch             | Alpecin-Deceuninck      | + 4' 29"   |
| 8è | Michael Valgren Andersen      | EF Education-EasyPost   | + 4' 37"   |
| 9è | Lennert Van Eetvelt           | Lotto                   | + 4' 47"   |
| 10è | Roger Adrià Oliveras          | Red Bull-Bora-Hansgrohe | + 5' 06"   |

## Participants
| UAE Team Emirates XRG UAD                        | UAE Team Emirates XRG UAD  | UAE Team Emirates XRG UAD |
| ------------------------------------------------ | -------------------------- | ------------------------- |
| Núm                                              | Ciclista                   | Pos                       |
| 1                                                | Tadej Pogačar (SLO) (ruta) | 1r                        |
| 2                                                | Filippo Baroncini (ITA)    | DNF                       |
| 3                                                | Isaac del Toro (MEX)       | 33è                       |
| 4                                                | Felix Großschartner (AUT)  | DNF                       |
| 5                                                | Domen Novak (SLO) (ruta)   | DNF                       |
| 6                                                | Florian Vermeersch (BEL)   | 18è                       |
| 7                                                | Tim Wellens (BEL)          | 3r                        |
| Director esportiu: Andrej Hauptman, Manuele Mori |                            |                           |

| Alpecin-Deceuninck ADC                                  | Alpecin-Deceuninck ADC      | Alpecin-Deceuninck ADC |
| ------------------------------------------------------- | --------------------------- | ---------------------- |
| Núm                                                     | Ciclista                    | Pos                    |
| 11                                                      | Gianni Vermeersch (BEL)     | 7è                     |
| 12                                                      | Sam Gaze (NZL)              | DNF                    |
| 13                                                      | Gal Glivar (SLO)            | DNF                    |
| 14                                                      | Quinten Hermans (BEL)       | 15è                    |
| 15                                                      | Xandro Meurisse (BEL)       | DNF                    |
| 16                                                      | Johan Price-Pejtersen (DEN) | DNF                    |
| 17                                                      | Emiel Verstrynge (BEL)      | DNF                    |
| Director esportiu: Christoph Roodhooft, Gianni Meersman |                             |                        |

| Arkéa-B&B Hotels ARK                            | Arkéa-B&B Hotels ARK    | Arkéa-B&B Hotels ARK |
| ----------------------------------------------- | ----------------------- | -------------------- |
| Núm                                             | Ciclista                | Pos                  |
| 21                                              | Kévin Vauquelin (FRA)   | 20è                  |
| 22                                              | Anthony Delaplace (FRA) | 53è                  |
| 23                                              | Louis Rouland (FRA)     | DNF                  |
| 24                                              | Simon Guglielmi (FRA)   | 92è                  |
| 25                                              | Mathis Le Berre (FRA)   | 80è                  |
| 26                                              | Martin Tjøtta (NOR)     | 65è                  |
| 27                                              | Clément Venturini (FRA) | DNF                  |
| Director esportiu: Yvon Ledanois, Kévin Rinaldi |                         |                      |

| Bahrain Victorious TBV                                | Bahrain Victorious TBV              | Bahrain Victorious TBV |
| ----------------------------------------------------- | ----------------------------------- | ---------------------- |
| Núm                                                   | Ciclista                            | Pos                    |
| 31                                                    | Peio Bilbao López de Armentia (ESP) | 5è                     |
| 32                                                    | Nicolò Buratti (ITA)                | 98è                    |
| 33                                                    | Afonso Eulálio (POR)                | 46è                    |
| 34                                                    | Matej Mohorič (SLO)                 | NP                     |
| 35                                                    | Andrea Pasqualon (ITA)              | DNF                    |
| 36                                                    | Robert Stannard (AUS)               | DNF                    |
| 37                                                    | Max van der Meulen (NED)            | DNF                    |
| Director esportiu: Gorazd Štangelj, Franco Pellizotti |                                     |                        |

| Cofidis COF                                                    | Cofidis COF                          | Cofidis COF |
| -------------------------------------------------------------- | ------------------------------------ | ----------- |
| Núm                                                            | Ciclista                             | Pos         |
| 41                                                             | Alexander Aranburu Deba (ESP) (ruta) | 75è         |
| 42                                                             | Valentin Ferron (FRA)                | DNF         |
| 43                                                             | Ion Izagirre Insausti (ESP)          | 62è         |
| 44                                                             | Jonathan Lastra Martínez (ESP)       | DNF         |
| 45                                                             | Jan Maas (NED)                       | 73è         |
| 46                                                             | Paul Ourselin (FRA)                  | DNF         |
| 47                                                             | Dylan Teuns (BEL)                    | 37è         |
| Director esportiu: Roberto Damiani, Bingen Fernández Bustintza |                                      |             |

| Decathlon-AG2R La Mondiale DAT                 | Decathlon-AG2R La Mondiale DAT | Decathlon-AG2R La Mondiale DAT |
| ---------------------------------------------- | ------------------------------ | ------------------------------ |
| Núm                                            | Ciclista                       | Pos                            |
| 51                                             | Bastien Tronchon (FRA)         | 26è                            |
| 52                                             | Clément Berthet (FRA)          | DNF                            |
| 53                                             | Stan Dewulf (BEL)              | DNF                            |
| 54                                             | Jordan Labrosse (FRA)          | 17è                            |
| 55                                             | Noa Isidore (FRA)              | 97è                            |
| 56                                             | Nicolas Prodhomme (FRA)        | 91è                            |
| 57                                             | Andrea Vendrame (ITA)          | 16è                            |
| Director esportiu: Julien Jurdie, Luke Roberts |                                |                                |

| EF Education-EasyPost EFE                                      | EF Education-EasyPost EFE               | EF Education-EasyPost EFE |
| -------------------------------------------------------------- | --------------------------------------- | ------------------------- |
| Núm                                                            | Ciclista                                | Pos                       |
| 61                                                             | Ben Healy (IRL)                         | 4t                        |
| 62                                                             | Richard Carapaz Montenegro (ECU)        | 78è                       |
| 63                                                             | Rui Alberto Faria da Costa (POR) (ruta) | DNF                       |
| 64                                                             | Mikkel Frølich Honoré (DEN)             | 38è                       |
| 65                                                             | Archie Ryan (IRL)                       | DNF                       |
| 66                                                             | James Shaw (GBR)                        | 67è                       |
| 67                                                             | Michael Valgren Andersen (DEN)          | 8è                        |
| Director esportiu: Juan Manuel Gárate Cepa, Tejay van Garderen |                                         |                           |

| Groupama-FDJ GFC                   | Groupama-FDJ GFC       | Groupama-FDJ GFC |
| ---------------------------------- | ---------------------- | ---------------- |
| Núm                                | Ciclista               | Pos              |
| 71                                 | Valentin Madouas (FRA) | 39è              |
| 72                                 | Lewis Askey (GBR)      | 19è              |
| 73                                 | David Gaudu (FRA)      | DNF              |
| 74                                 | Lorenzo Germani (ITA)  | 55è              |
| 75                                 | Romain Grégoire (FRA)  | 52è              |
| 76                                 | Quentin Pacher (FRA)   | 76è              |
| 77                                 | Rémy Rochas (FRA)      | DNF              |
| Director esportiu: Jussi Veikkanen |                        |                  |

| Ineos Grenadiers IGD                                | Ineos Grenadiers IGD     | Ineos Grenadiers IGD |
| --------------------------------------------------- | ------------------------ | -------------------- |
| Núm                                                 | Ciclista                 | Pos                  |
| 81                                                  | Michał Kwiatkowski (POL) | DNF                  |
| 82                                                  | Kim Heiduk (GER)         | DNF                  |
| 83                                                  | Salvatore Puccio (ITA)   | DNF                  |
| 84                                                  | Brandon Rivera (COL)     | 34è                  |
| 85                                                  | Artem Shmidt (USA)       | DNF                  |
| 86                                                  | Connor Swift (GBR)       | 13è                  |
| 87                                                  | Ben Turner (GBR)         | 56è                  |
| Director esportiu: Imanol Erviti Ollo, Ian Stannard |                          |                      |

| Intermarché-Wanty IWA                                    | Intermarché-Wanty IWA   | Intermarché-Wanty IWA |
| -------------------------------------------------------- | ----------------------- | --------------------- |
| Núm                                                      | Ciclista                | Pos                   |
| 91                                                       | Francesco Busatto (ITA) | 48è                   |
| 92                                                       | Louis Barré (FRA)       | 36è                   |
| 93                                                       | Kamiel Bonneu (BEL)     | DNF                   |
| 94                                                       | Kevin Colleoni (ITA)    | 58è                   |
| 95                                                       | Tom Paquot (BEL)        | DNF                   |
| 96                                                       | Simone Petilli (ITA)    | DNF                   |
| 97                                                       | Alexy Faure Prost (FRA) | DNF                   |
| Director esportiu: Aike Visbeek, Franky Van Haesebroucke |                         |                       |

| Israel-Premier Tech IPT                         | Israel-Premier Tech IPT | Israel-Premier Tech IPT |
| ----------------------------------------------- | ----------------------- | ----------------------- |
| Núm                                             | Ciclista                | Pos                     |
| 101                                             | Jakob Fuglsang (DEN)    | 43è                     |
| 102                                             | Joseph Blackmore (GBR)  | 30è                     |
| 103                                             | Simon Clarke (AUS)      | 51è                     |
| 104                                             | Hugo Houle (CAN)        | 54è                     |
| 105                                             | Krists Neilands (LAT)   | DNF                     |
| 106                                             | Nadav Raisberg (ISR)    | 93è                     |
| 107                                             | Riley Sheehan (USA)     | DNF                     |
| Director esportiu: Sam Bewley, Francesco Frassi |                         |                         |

| Lidl-Trek LTK                                  | Lidl-Trek LTK           | Lidl-Trek LTK |
| ---------------------------------------------- | ----------------------- | ------------- |
| Núm                                            | Ciclista                | Pos           |
| 111                                            | Andrea Bagioli (ITA)    | DNF           |
| 112                                            | Bauke Mollema (NED)     | 35è           |
| 113                                            | Jacopo Mosca (ITA)      | DNF           |
| 114                                            | Albert Withen Philipsen | 25è           |
| 115                                            | Quinn Simmons (USA)     | DNF           |
| 116                                            | Toms Skujiņš (LAT)      | 12è           |
| 117                                            | Mathias Vacek (CZE)     | DNF           |
| Director esportiu: Kim Andersen, Adriano Baffi |                         |               |

| Lotto LTD                                    | Lotto LTD                   | Lotto LTD |
| -------------------------------------------- | --------------------------- | --------- |
| Núm                                          | Ciclista                    | Pos       |
| 121                                          | Lennert Van Eetvelt (BEL)   | 9è        |
| 122                                          | Jarrad Drizners (AUS)       | DNF       |
| 123                                          | Logan Currie (NZL)          | 82è       |
| 124                                          | Arjen Livyns (BEL)          | 42è       |
| 125                                          | Eduardo Sepúlveda (ARG)     | 79è       |
| 126                                          | Reuben Thompson (NZL)       | 50è       |
| 127                                          | Jonas Gregaard Wilsly (DEN) | DNF       |
| Director esportiu: Mario Aerts, Marc Wauters |                             |           |

| Movistar Team MOV                      | Movistar Team MOV               | Movistar Team MOV |
| -------------------------------------- | ------------------------------- | ----------------- |
| Núm                                    | Ciclista                        | Pos               |
| 131                                    | Davide Formolo (ITA)            | 14è               |
| 132                                    | Ruben Guerreiro (POR)           | DNF               |
| 133                                    | Carlos Canal Blanco (ESP)       | 64è               |
| 134                                    | Davide Cimolai (ITA)            | DNF               |
| 135                                    | Pelayo Sánchez Mayo (ESP)       | DNF               |
| 136                                    | Gonzalo Serrano Rodríguez (ESP) | 71è               |
| 137                                    | Natnael Tesfatsion (ERI) (ruta) | DNF               |
| Director esportiu: Maximilian Sciandri |                                 |                   |

| Q36.5 Pro Cycling Team Q36                            | Q36.5 Pro Cycling Team Q36  | Q36.5 Pro Cycling Team Q36 |
| ----------------------------------------------------- | --------------------------- | -------------------------- |
| Núm                                                   | Ciclista                    | Pos                        |
| 141                                                   | Thomas Pidcock (GBR)        | 2n                         |
| 142                                                   | Xabier Mikel Azparren (ESP) | DNF                        |
| 143                                                   | Gianluca Brambilla (ITA)    | DNF                        |
| 144                                                   | Fabio Christen (SUI)        | 87è                        |
| 145                                                   | Mark Donovan (GBR)          | 27è                        |
| 146                                                   | Milan Vader (NED)           | DNF                        |
| 147                                                   | Nickolas Zukowsky (CAN)     | DNF                        |
| Director esportiu: Gabriele Missaglia, Àlex Sans Vega |                             |                            |

| Red Bull-Bora-Hansgrohe RBH                           | Red Bull-Bora-Hansgrohe RBH | Red Bull-Bora-Hansgrohe RBH |
| ----------------------------------------------------- | --------------------------- | --------------------------- |
| Núm                                                   | Ciclista                    | Pos                         |
| 151                                                   | Roger Adrià Oliveras (ESP)  | 10è                         |
| 152                                                   | Jonas Koch (GER)            | DNF                         |
| 153                                                   | Filip Maciejuk (POL)        | DNF                         |
| 154                                                   | Gianni Moscon (ITA)         | DNF                         |
| 155                                                   | Anton Palzer (GER)          | DNF                         |
| 156                                                   | Jan Tratnik (SLO)           | 60è                         |
| 157                                                   | Tim Van Dijke (NED)         | DNF                         |
| Director esportiu: Enrico Gasparotto, Christian Pömer |                             |                             |

| Team Solution Tech-Vini Fantini TFT | Team Solution Tech-Vini Fantini TFT | Team Solution Tech-Vini Fantini TFT |
| ----------------------------------- | ----------------------------------- | ----------------------------------- |
| Núm                                 | Ciclista                            | Pos                                 |
| 161                                 | Davide Baldaccini (ITA)             | DNF                                 |
| 162                                 | Valerio Conti (ITA)                 | 72è                                 |
| 163                                 | Andrea Piras (ITA)                  | DNF                                 |
| 164                                 | Lorenzo Quartucci (ITA)             | 66è                                 |
| 165                                 | Kristian Sbaragli (ITA)             | DNF                                 |
| 166                                 | Arnaud Tissières (SUI)              | DNF                                 |
| 167                                 | Kyrylo Tsarenko (UKR)               | 83è                                 |
| Director esportiu: Marco Zamparella |                                     |                                     |

| Soudal Quick-Step SOQ                             | Soudal Quick-Step SOQ    | Soudal Quick-Step SOQ |
| ------------------------------------------------- | ------------------------ | --------------------- |
| Núm                                               | Ciclista                 | Pos                   |
| 171                                               | Mikel Landa Meana (ESP)  | 11è                   |
| 172                                               | Mattia Cattaneo (ITA)    | 29è                   |
| 173                                               | Gianmarco Garofoli (ITA) | 45è                   |
| 174                                               | Pepijn Reinderink (NED)  | 59è                   |
| 175                                               | Pieter Serry (BEL)       | DNF                   |
| 176                                               | Mauri Vansevenant (BEL)  | 84è                   |
| 177                                               | Louis Vervaeke (BEL)     | DNF                   |
| Director esportiu: Davide Bramati, Klaas Lodewyck |                          |                       |

| Team Jayco AlUla JAY                          | Team Jayco AlUla JAY       | Team Jayco AlUla JAY |
| --------------------------------------------- | -------------------------- | -------------------- |
| Núm                                           | Ciclista                   | Pos                  |
| 181                                           | Filippo Zana (ITA)         | 47è                  |
| 182                                           | Alessandro De Marchi (ITA) | DNF                  |
| 183                                           | Davide De Pretto (ITA)     | DNF                  |
| 184                                           | Felix Engelhardt (GER)     | 57è                  |
| 185                                           | Anders Foldager (DEN)      | 31è                  |
| 186                                           | Alan Hatherly (RSA)        | DNF                  |
| 187                                           | Asbjørn Hellemose (DEN)    | 86è                  |
| Director esportiu: Valerio Piva, Andrew Smith |                            |                      |

| Team Picnic-PostNL TPP                          | Team Picnic-PostNL TPP    | Team Picnic-PostNL TPP |
| ----------------------------------------------- | ------------------------- | ---------------------- |
| Núm                                             | Ciclista                  | Pos                    |
| 191                                             | Kevin Vermaerke (USA)     | DNF                    |
| 192                                             | Romain Combaud (FRA)      | DNF                    |
| 193                                             | Robbe Dhondt (BEL)        | DNF                    |
| 194                                             | Chris Hamilton (AUS)      | 44è                    |
| 195                                             | Bjoern Koerdt (GBR)       | 77è                    |
| 196                                             | Max Poole (GBR)           | DNF                    |
| 197                                             | Frank van den Broek (NED) | 88è                    |
| Director esportiu: Matthew Winston, Philip West |                           |                        |

| Team Polti VisitMalta PTV                           | Team Polti VisitMalta PTV | Team Polti VisitMalta PTV |
| --------------------------------------------------- | ------------------------- | ------------------------- |
| Núm                                                 | Ciclista                  | Pos                       |
| 201                                                 | Mattia Bais (ITA)         | 81è                       |
| 202                                                 | Davide De Cassan (ITA)    | 89è                       |
| 203                                                 | Alex Martin (ESP)         | DNF                       |
| 204                                                 | Gabriele Raccagni (ITA)   | DNF                       |
| 205                                                 | Javier Serrano (ESP)      | DNF                       |
| 206                                                 | Diego Sevilla (ESP)       | DNF                       |
| 207                                                 | Samuele Zoccarato (ITA)   | 49è                       |
| Director esportiu: Stefano Zanatta, Giovanni Ellena |                           |                           |

| Team Visma \| Lease a Bike TVL                    | Team Visma \| Lease a Bike TVL | Team Visma \| Lease a Bike TVL |
| ------------------------------------------------- | ------------------------------ | ------------------------------ |
| Núm                                               | Ciclista                       | Pos                            |
| 211                                               | Attila Valter (HUN) (ruta)     | 22è                            |
| 212                                               | Tijmen Graat (NED)             | 90è                            |
| 213                                               | Menno Huising (NED)            | DNF                            |
| 214                                               | Jørgen Nordhagen (NOR)         | 85è                            |
| 215                                               | Ben Tulett (GBR)               | 61è                            |
| 216                                               | Tosh Van der Sande (BEL)       | DNF                            |
| 217                                               | Julien Vermote (BEL)           | DNF                            |
| Director esportiu: Jesper Mørkøv, Maarten Wynants |                                |                                |

| Tudor Pro Cycling Team TUD                        | Tudor Pro Cycling Team TUD  | Tudor Pro Cycling Team TUD |
| ------------------------------------------------- | --------------------------- | -------------------------- |
| Núm                                               | Ciclista                    | Pos                        |
| 221                                               | Marc Hirschi (SUI)          | 24è                        |
| 222                                               | Lawrence Warbasse (USA)     | 74è                        |
| 223                                               | Jacob Eriksson (SWE) (ruta) | 96è                        |
| 224                                               | Roland Thalmann (SUI)       | DNF                        |
| 225                                               | Yannis Voisard (SUI)        | 69è                        |
| 226                                               | Fabian Weiss (SUI)          | 32è                        |
| 227                                               | Hannes Wilksch (GER)        | 94è                        |
| Director esportiu: Matteo Tosatto, Marcel Sieberg |                             |                            |

| Uno-X Mobility UXM                                     | Uno-X Mobility UXM               | Uno-X Mobility UXM |
| ------------------------------------------------------ | -------------------------------- | ------------------ |
| Núm                                                    | Ciclista                         | Pos                |
| 231                                                    | Magnus Cort Nielsen (DEN)        | 6è                 |
| 232                                                    | Martin Bugge Urianstad (NOR)     | 70è                |
| 233                                                    | Fredrik Dversnes (NOR)           | 21è                |
| 234                                                    | Ådne Holter (NOR)                | 95è                |
| 235                                                    | Anders Halland Johannessen (NOR) | 28è                |
| 236                                                    | Tobias Halland Johannessen (NOR) | 23è                |
| 237                                                    | William Blume Levy (DEN)         | 68è                |
| Director esportiu: Gabriel Rasch, Emil Nygaard Vinjebo |                                  |                    |

| XDS Astana Team XAT                              | XDS Astana Team XAT          | XDS Astana Team XAT |
| ------------------------------------------------ | ---------------------------- | ------------------- |
| Núm                                              | Ciclista                     | Pos                 |
| 241                                              | Alberto Bettiol (ITA) (ruta) | DNF                 |
| 242                                              | Alessandro Romele (ITA)      | 63è                 |
| 243                                              | Cristian Scaroni (ITA)       | DNF                 |
| 244                                              | Ide Schelling (NED)          | DNF                 |
| 245                                              | Davide Toneatti (ITA)        | 40è                 |
| 246                                              | Diego Ulissi (ITA)           | DNF                 |
| 247                                              | Simone Velasco (ITA)         | 41è                 |
| Director esportiu: Stefano Zanini, Dario Cataldo |                              |                     |

| UAE Team Emirates XRG UAD                        | UAE Team Emirates XRG UAD  | UAE Team Emirates XRG UAD |
| ------------------------------------------------ | -------------------------- | ------------------------- |
| Núm                                              | Ciclista                   | Pos                       |
| 1                                                | Tadej Pogačar (SLO) (ruta) | 1r                        |
| 2                                                | Filippo Baroncini (ITA)    | DNF                       |
| 3                                                | Isaac del Toro (MEX)       | 33è                       |
| 4                                                | Felix Großschartner (AUT)  | DNF                       |
| 5                                                | Domen Novak (SLO) (ruta)   | DNF                       |
| 6                                                | Florian Vermeersch (BEL)   | 18è                       |
| 7                                                | Tim Wellens (BEL)          | 3r                        |
| Director esportiu: Andrej Hauptman, Manuele Mori |                            |                           |

| Alpecin-Deceuninck ADC                                  | Alpecin-Deceuninck ADC      | Alpecin-Deceuninck ADC |
| ------------------------------------------------------- | --------------------------- | ---------------------- |
| Núm                                                     | Ciclista                    | Pos                    |
| 11                                                      | Gianni Vermeersch (BEL)     | 7è                     |
| 12                                                      | Sam Gaze (NZL)              | DNF                    |
| 13                                                      | Gal Glivar (SLO)            | DNF                    |
| 14                                                      | Quinten Hermans (BEL)       | 15è                    |
| 15                                                      | Xandro Meurisse (BEL)       | DNF                    |
| 16                                                      | Johan Price-Pejtersen (DEN) | DNF                    |
| 17                                                      | Emiel Verstrynge (BEL)      | DNF                    |
| Director esportiu: Christoph Roodhooft, Gianni Meersman |                             |                        |

| Arkéa-B&B Hotels ARK                            | Arkéa-B&B Hotels ARK    | Arkéa-B&B Hotels ARK |
| ----------------------------------------------- | ----------------------- | -------------------- |
| Núm                                             | Ciclista                | Pos                  |
| 21                                              | Kévin Vauquelin (FRA)   | 20è                  |
| 22                                              | Anthony Delaplace (FRA) | 53è                  |
| 23                                              | Louis Rouland (FRA)     | DNF                  |
| 24                                              | Simon Guglielmi (FRA)   | 92è                  |
| 25                                              | Mathis Le Berre (FRA)   | 80è                  |
| 26                                              | Martin Tjøtta (NOR)     | 65è                  |
| 27                                              | Clément Venturini (FRA) | DNF                  |
| Director esportiu: Yvon Ledanois, Kévin Rinaldi |                         |                      |

| Bahrain Victorious TBV                                | Bahrain Victorious TBV              | Bahrain Victorious TBV |
| ----------------------------------------------------- | ----------------------------------- | ---------------------- |
| Núm                                                   | Ciclista                            | Pos                    |
| 31                                                    | Peio Bilbao López de Armentia (ESP) | 5è                     |
| 32                                                    | Nicolò Buratti (ITA)                | 98è                    |
| 33                                                    | Afonso Eulálio (POR)                | 46è                    |
| 34                                                    | Matej Mohorič (SLO)                 | NP                     |
| 35                                                    | Andrea Pasqualon (ITA)              | DNF                    |
| 36                                                    | Robert Stannard (AUS)               | DNF                    |
| 37                                                    | Max van der Meulen (NED)            | DNF                    |
| Director esportiu: Gorazd Štangelj, Franco Pellizotti |                                     |                        |

| Cofidis COF                                                    | Cofidis COF                          | Cofidis COF |
| -------------------------------------------------------------- | ------------------------------------ | ----------- |
| Núm                                                            | Ciclista                             | Pos         |
| 41                                                             | Alexander Aranburu Deba (ESP) (ruta) | 75è         |
| 42                                                             | Valentin Ferron (FRA)                | DNF         |
| 43                                                             | Ion Izagirre Insausti (ESP)          | 62è         |
| 44                                                             | Jonathan Lastra Martínez (ESP)       | DNF         |
| 45                                                             | Jan Maas (NED)                       | 73è         |
| 46                                                             | Paul Ourselin (FRA)                  | DNF         |
| 47                                                             | Dylan Teuns (BEL)                    | 37è         |
| Director esportiu: Roberto Damiani, Bingen Fernández Bustintza |                                      |             |

| Decathlon-AG2R La Mondiale DAT                 | Decathlon-AG2R La Mondiale DAT | Decathlon-AG2R La Mondiale DAT |
| ---------------------------------------------- | ------------------------------ | ------------------------------ |
| Núm                                            | Ciclista                       | Pos                            |
| 51                                             | Bastien Tronchon (FRA)         | 26è                            |
| 52                                             | Clément Berthet (FRA)          | DNF                            |
| 53                                             | Stan Dewulf (BEL)              | DNF                            |
| 54                                             | Jordan Labrosse (FRA)          | 17è                            |
| 55                                             | Noa Isidore (FRA)              | 97è                            |
| 56                                             | Nicolas Prodhomme (FRA)        | 91è                            |
| 57                                             | Andrea Vendrame (ITA)          | 16è                            |
| Director esportiu: Julien Jurdie, Luke Roberts |                                |                                |

| EF Education-EasyPost EFE                                      | EF Education-EasyPost EFE               | EF Education-EasyPost EFE |
| -------------------------------------------------------------- | --------------------------------------- | ------------------------- |
| Núm                                                            | Ciclista                                | Pos                       |
| 61                                                             | Ben Healy (IRL)                         | 4t                        |
| 62                                                             | Richard Carapaz Montenegro (ECU)        | 78è                       |
| 63                                                             | Rui Alberto Faria da Costa (POR) (ruta) | DNF                       |
| 64                                                             | Mikkel Frølich Honoré (DEN)             | 38è                       |
| 65                                                             | Archie Ryan (IRL)                       | DNF                       |
| 66                                                             | James Shaw (GBR)                        | 67è                       |
| 67                                                             | Michael Valgren Andersen (DEN)          | 8è                        |
| Director esportiu: Juan Manuel Gárate Cepa, Tejay van Garderen |                                         |                           |

| Groupama-FDJ GFC                   | Groupama-FDJ GFC       | Groupama-FDJ GFC |
| ---------------------------------- | ---------------------- | ---------------- |
| Núm                                | Ciclista               | Pos              |
| 71                                 | Valentin Madouas (FRA) | 39è              |
| 72                                 | Lewis Askey (GBR)      | 19è              |
| 73                                 | David Gaudu (FRA)      | DNF              |
| 74                                 | Lorenzo Germani (ITA)  | 55è              |
| 75                                 | Romain Grégoire (FRA)  | 52è              |
| 76                                 | Quentin Pacher (FRA)   | 76è              |
| 77                                 | Rémy Rochas (FRA)      | DNF              |
| Director esportiu: Jussi Veikkanen |                        |                  |

| Ineos Grenadiers IGD                                | Ineos Grenadiers IGD     | Ineos Grenadiers IGD |
| --------------------------------------------------- | ------------------------ | -------------------- |
| Núm                                                 | Ciclista                 | Pos                  |
| 81                                                  | Michał Kwiatkowski (POL) | DNF                  |
| 82                                                  | Kim Heiduk (GER)         | DNF                  |
| 83                                                  | Salvatore Puccio (ITA)   | DNF                  |
| 84                                                  | Brandon Rivera (COL)     | 34è                  |
| 85                                                  | Artem Shmidt (USA)       | DNF                  |
| 86                                                  | Connor Swift (GBR)       | 13è                  |
| 87                                                  | Ben Turner (GBR)         | 56è                  |
| Director esportiu: Imanol Erviti Ollo, Ian Stannard |                          |                      |

| Intermarché-Wanty IWA                                    | Intermarché-Wanty IWA   | Intermarché-Wanty IWA |
| -------------------------------------------------------- | ----------------------- | --------------------- |
| Núm                                                      | Ciclista                | Pos                   |
| 91                                                       | Francesco Busatto (ITA) | 48è                   |
| 92                                                       | Louis Barré (FRA)       | 36è                   |
| 93                                                       | Kamiel Bonneu (BEL)     | DNF                   |
| 94                                                       | Kevin Colleoni (ITA)    | 58è                   |
| 95                                                       | Tom Paquot (BEL)        | DNF                   |
| 96                                                       | Simone Petilli (ITA)    | DNF                   |
| 97                                                       | Alexy Faure Prost (FRA) | DNF                   |
| Director esportiu: Aike Visbeek, Franky Van Haesebroucke |                         |                       |

| Israel-Premier Tech IPT                         | Israel-Premier Tech IPT | Israel-Premier Tech IPT |
| ----------------------------------------------- | ----------------------- | ----------------------- |
| Núm                                             | Ciclista                | Pos                     |
| 101                                             | Jakob Fuglsang (DEN)    | 43è                     |
| 102                                             | Joseph Blackmore (GBR)  | 30è                     |
| 103                                             | Simon Clarke (AUS)      | 51è                     |
| 104                                             | Hugo Houle (CAN)        | 54è                     |
| 105                                             | Krists Neilands (LAT)   | DNF                     |
| 106                                             | Nadav Raisberg (ISR)    | 93è                     |
| 107                                             | Riley Sheehan (USA)     | DNF                     |
| Director esportiu: Sam Bewley, Francesco Frassi |                         |                         |

| Lidl-Trek LTK                                  | Lidl-Trek LTK           | Lidl-Trek LTK |
| ---------------------------------------------- | ----------------------- | ------------- |
| Núm                                            | Ciclista                | Pos           |
| 111                                            | Andrea Bagioli (ITA)    | DNF           |
| 112                                            | Bauke Mollema (NED)     | 35è           |
| 113                                            | Jacopo Mosca (ITA)      | DNF           |
| 114                                            | Albert Withen Philipsen | 25è           |
| 115                                            | Quinn Simmons (USA)     | DNF           |
| 116                                            | Toms Skujiņš (LAT)      | 12è           |
| 117                                            | Mathias Vacek (CZE)     | DNF           |
| Director esportiu: Kim Andersen, Adriano Baffi |                         |               |

| Lotto LTD                                    | Lotto LTD                   | Lotto LTD |
| -------------------------------------------- | --------------------------- | --------- |
| Núm                                          | Ciclista                    | Pos       |
| 121                                          | Lennert Van Eetvelt (BEL)   | 9è        |
| 122                                          | Jarrad Drizners (AUS)       | DNF       |
| 123                                          | Logan Currie (NZL)          | 82è       |
| 124                                          | Arjen Livyns (BEL)          | 42è       |
| 125                                          | Eduardo Sepúlveda (ARG)     | 79è       |
| 126                                          | Reuben Thompson (NZL)       | 50è       |
| 127                                          | Jonas Gregaard Wilsly (DEN) | DNF       |
| Director esportiu: Mario Aerts, Marc Wauters |                             |           |

| Movistar Team MOV                      | Movistar Team MOV               | Movistar Team MOV |
| -------------------------------------- | ------------------------------- | ----------------- |
| Núm                                    | Ciclista                        | Pos               |
| 131                                    | Davide Formolo (ITA)            | 14è               |
| 132                                    | Ruben Guerreiro (POR)           | DNF               |
| 133                                    | Carlos Canal Blanco (ESP)       | 64è               |
| 134                                    | Davide Cimolai (ITA)            | DNF               |
| 135                                    | Pelayo Sánchez Mayo (ESP)       | DNF               |
| 136                                    | Gonzalo Serrano Rodríguez (ESP) | 71è               |
| 137                                    | Natnael Tesfatsion (ERI) (ruta) | DNF               |
| Director esportiu: Maximilian Sciandri |                                 |                   |

| Q36.5 Pro Cycling Team Q36                            | Q36.5 Pro Cycling Team Q36  | Q36.5 Pro Cycling Team Q36 |
| ----------------------------------------------------- | --------------------------- | -------------------------- |
| Núm                                                   | Ciclista                    | Pos                        |
| 141                                                   | Thomas Pidcock (GBR)        | 2n                         |
| 142                                                   | Xabier Mikel Azparren (ESP) | DNF                        |
| 143                                                   | Gianluca Brambilla (ITA)    | DNF                        |
| 144                                                   | Fabio Christen (SUI)        | 87è                        |
| 145                                                   | Mark Donovan (GBR)          | 27è                        |
| 146                                                   | Milan Vader (NED)           | DNF                        |
| 147                                                   | Nickolas Zukowsky (CAN)     | DNF                        |
| Director esportiu: Gabriele Missaglia, Àlex Sans Vega |                             |                            |

| Red Bull-Bora-Hansgrohe RBH                           | Red Bull-Bora-Hansgrohe RBH | Red Bull-Bora-Hansgrohe RBH |
| ----------------------------------------------------- | --------------------------- | --------------------------- |
| Núm                                                   | Ciclista                    | Pos                         |
| 151                                                   | Roger Adrià Oliveras (ESP)  | 10è                         |
| 152                                                   | Jonas Koch (GER)            | DNF                         |
| 153                                                   | Filip Maciejuk (POL)        | DNF                         |
| 154                                                   | Gianni Moscon (ITA)         | DNF                         |
| 155                                                   | Anton Palzer (GER)          | DNF                         |
| 156                                                   | Jan Tratnik (SLO)           | 60è                         |
| 157                                                   | Tim Van Dijke (NED)         | DNF                         |
| Director esportiu: Enrico Gasparotto, Christian Pömer |                             |                             |

| Team Solution Tech-Vini Fantini TFT | Team Solution Tech-Vini Fantini TFT | Team Solution Tech-Vini Fantini TFT |
| ----------------------------------- | ----------------------------------- | ----------------------------------- |
| Núm                                 | Ciclista                            | Pos                                 |
| 161                                 | Davide Baldaccini (ITA)             | DNF                                 |
| 162                                 | Valerio Conti (ITA)                 | 72è                                 |
| 163                                 | Andrea Piras (ITA)                  | DNF                                 |
| 164                                 | Lorenzo Quartucci (ITA)             | 66è                                 |
| 165                                 | Kristian Sbaragli (ITA)             | DNF                                 |
| 166                                 | Arnaud Tissières (SUI)              | DNF                                 |
| 167                                 | Kyrylo Tsarenko (UKR)               | 83è                                 |
| Director esportiu: Marco Zamparella |                                     |                                     |

| Soudal Quick-Step SOQ                             | Soudal Quick-Step SOQ    | Soudal Quick-Step SOQ |
| ------------------------------------------------- | ------------------------ | --------------------- |
| Núm                                               | Ciclista                 | Pos                   |
| 171                                               | Mikel Landa Meana (ESP)  | 11è                   |
| 172                                               | Mattia Cattaneo (ITA)    | 29è                   |
| 173                                               | Gianmarco Garofoli (ITA) | 45è                   |
| 174                                               | Pepijn Reinderink (NED)  | 59è                   |
| 175                                               | Pieter Serry (BEL)       | DNF                   |
| 176                                               | Mauri Vansevenant (BEL)  | 84è                   |
| 177                                               | Louis Vervaeke (BEL)     | DNF                   |
| Director esportiu: Davide Bramati, Klaas Lodewyck |                          |                       |

| Team Jayco AlUla JAY                          | Team Jayco AlUla JAY       | Team Jayco AlUla JAY |
| --------------------------------------------- | -------------------------- | -------------------- |
| Núm                                           | Ciclista                   | Pos                  |
| 181                                           | Filippo Zana (ITA)         | 47è                  |
| 182                                           | Alessandro De Marchi (ITA) | DNF                  |
| 183                                           | Davide De Pretto (ITA)     | DNF                  |
| 184                                           | Felix Engelhardt (GER)     | 57è                  |
| 185                                           | Anders Foldager (DEN)      | 31è                  |
| 186                                           | Alan Hatherly (RSA)        | DNF                  |
| 187                                           | Asbjørn Hellemose (DEN)    | 86è                  |
| Director esportiu: Valerio Piva, Andrew Smith |                            |                      |

| Team Picnic-PostNL TPP                          | Team Picnic-PostNL TPP    | Team Picnic-PostNL TPP |
| ----------------------------------------------- | ------------------------- | ---------------------- |
| Núm                                             | Ciclista                  | Pos                    |
| 191                                             | Kevin Vermaerke (USA)     | DNF                    |
| 192                                             | Romain Combaud (FRA)      | DNF                    |
| 193                                             | Robbe Dhondt (BEL)        | DNF                    |
| 194                                             | Chris Hamilton (AUS)      | 44è                    |
| 195                                             | Bjoern Koerdt (GBR)       | 77è                    |
| 196                                             | Max Poole (GBR)           | DNF                    |
| 197                                             | Frank van den Broek (NED) | 88è                    |
| Director esportiu: Matthew Winston, Philip West |                           |                        |

| Team Polti VisitMalta PTV                           | Team Polti VisitMalta PTV | Team Polti VisitMalta PTV |
| --------------------------------------------------- | ------------------------- | ------------------------- |
| Núm                                                 | Ciclista                  | Pos                       |
| 201                                                 | Mattia Bais (ITA)         | 81è                       |
| 202                                                 | Davide De Cassan (ITA)    | 89è                       |
| 203                                                 | Alex Martin (ESP)         | DNF                       |
| 204                                                 | Gabriele Raccagni (ITA)   | DNF                       |
| 205                                                 | Javier Serrano (ESP)      | DNF                       |
| 206                                                 | Diego Sevilla (ESP)       | DNF                       |
| 207                                                 | Samuele Zoccarato (ITA)   | 49è                       |
| Director esportiu: Stefano Zanatta, Giovanni Ellena |                           |                           |

| Team Visma \| Lease a Bike TVL                    | Team Visma \| Lease a Bike TVL | Team Visma \| Lease a Bike TVL |
| ------------------------------------------------- | ------------------------------ | ------------------------------ |
| Núm                                               | Ciclista                       | Pos                            |
| 211                                               | Attila Valter (HUN) (ruta)     | 22è                            |
| 212                                               | Tijmen Graat (NED)             | 90è                            |
| 213                                               | Menno Huising (NED)            | DNF                            |
| 214                                               | Jørgen Nordhagen (NOR)         | 85è                            |
| 215                                               | Ben Tulett (GBR)               | 61è                            |
| 216                                               | Tosh Van der Sande (BEL)       | DNF                            |
| 217                                               | Julien Vermote (BEL)           | DNF                            |
| Director esportiu: Jesper Mørkøv, Maarten Wynants |                                |                                |

| Tudor Pro Cycling Team TUD                        | Tudor Pro Cycling Team TUD  | Tudor Pro Cycling Team TUD |
| ------------------------------------------------- | --------------------------- | -------------------------- |
| Núm                                               | Ciclista                    | Pos                        |
| 221                                               | Marc Hirschi (SUI)          | 24è                        |
| 222                                               | Lawrence Warbasse (USA)     | 74è                        |
| 223                                               | Jacob Eriksson (SWE) (ruta) | 96è                        |
| 224                                               | Roland Thalmann (SUI)       | DNF                        |
| 225                                               | Yannis Voisard (SUI)        | 69è                        |
| 226                                               | Fabian Weiss (SUI)          | 32è                        |
| 227                                               | Hannes Wilksch (GER)        | 94è                        |
| Director esportiu: Matteo Tosatto, Marcel Sieberg |                             |                            |

| Uno-X Mobility UXM                                     | Uno-X Mobility UXM               | Uno-X Mobility UXM |
| ------------------------------------------------------ | -------------------------------- | ------------------ |
| Núm                                                    | Ciclista                         | Pos                |
| 231                                                    | Magnus Cort Nielsen (DEN)        | 6è                 |
| 232                                                    | Martin Bugge Urianstad (NOR)     | 70è                |
| 233                                                    | Fredrik Dversnes (NOR)           | 21è                |
| 234                                                    | Ådne Holter (NOR)                | 95è                |
| 235                                                    | Anders Halland Johannessen (NOR) | 28è                |
| 236                                                    | Tobias Halland Johannessen (NOR) | 23è                |
| 237                                                    | William Blume Levy (DEN)         | 68è                |
| Director esportiu: Gabriel Rasch, Emil Nygaard Vinjebo |                                  |                    |

| XDS Astana Team XAT                              | XDS Astana Team XAT          | XDS Astana Team XAT |
| ------------------------------------------------ | ---------------------------- | ------------------- |
| Núm                                              | Ciclista                     | Pos                 |
| 241                                              | Alberto Bettiol (ITA) (ruta) | DNF                 |
| 242                                              | Alessandro Romele (ITA)      | 63è                 |
| 243                                              | Cristian Scaroni (ITA)       | DNF                 |
| 244                                              | Ide Schelling (NED)          | DNF                 |
| 245                                              | Davide Toneatti (ITA)        | 40è                 |
| 246                                              | Diego Ulissi (ITA)           | DNF                 |
| 247                                              | Simone Velasco (ITA)         | 41è                 |
| Director esportiu: Stefano Zanini, Dario Cataldo |                              |                     |